# Grønlandsk-dansk selvstyrekommission

## Baggrund
Grønlands Landsstyre besluttede ved årsskiftet 1999-2000 at nedsætte en selvstyrekommission. Baggrunden var den udvikling, der er foregået siden hjemmestyret blev indført i 1979, hvor stadig flere sagsområder er overtaget af hjemmestyret, samtidig med at Grønlands forhold til omverdenen har ændret sig. En sådan ændring er fx Danmarks medlemskab af EU, hvor Danmark i stigende grad overfører kompetence til EU. Sideløbende foregår der i verden generelt en globaliseringsproces, der fordrer at Grønland selvstændigt kan varetage sine interesser. På den baggrund fandt det daværende Landsstyre det nødvendigt at iværksætte et arbejde, der skulle klarlægge Grønlands fremtidige stilling inden for rigsfællesskabet.
En anden vigtig opgave var desuden at beskrive hjemmestyrets nuværende forfatningsretlige stilling, samt udarbejde et grundlag for at udvikle Grønlands selvstændighed inden for rigsfællesskabets rammer.
Kommissionen afleverede sin betænkning 11. april 2003, hvor den foreslog en ”Partnerskabstraktat mellem Grønland og Danmark om Grønlands selvbestemmelsesret” for at signalere, at der – også i fremtiden – ønskedes et godt og tæt forhold mellem rigsfællesskabets parter, og at dette forhold skulle baseres på opfattelsen af ligeværdige parter, der gensidigt respekter hinanden. Det er Selvstyrekommissionen opfattelse, at selvstyre så vidt muligt bør hvile på en selvbærende økonomi, hvor statens bloktilskud til Grønland på sigt reduceres væsentligt. Derfor var det vigtigt i fremtiden at fokusere på den samlede økonomi i samfundet, herunder ikke mindst Grønlands samhandel med udlandet.

## Etablering af grønlandsk-dansk selvstyrekommission
Betænkningen behandledes efterfølgende i Grønlands Landsting og der blev udarbejde et mandat som oplæg til forhandling med den danske regering, der resulterede i, at Grønlands landstyreformand Hans Enoksen og den danske statsminister Anders Fogh Rasmussen 21. juni 2004, på 25. årsdagen for indførelse af hjemmestyre i Grønland, underskrev et kommissorium for en grønlandsk-dansk selvstyrekommission. Hovedopgaven for kommissionen var, med udgangspunkt i Grønlands nuværende forfatningsmæssige placering, og i overensstemmelse med det grønlandske folks selvbestemmelsesret i henhold til folkeretten, at overveje og stille forslag om, hvordan de grønlandske myndigheder kan overtage yderligere kompetence, hvor dette er forfatningsmæssigt muligt.
Kommissionen skulle basere sit arbejde på princippet om, at der skal være overensstemmelse mellem rettigheder og pligter. Desuden skulle Kommissionen overveje og stille forslag til en nyordning vedrørende det økonomiske mellemværende mellem Grønland og Danmark. Det fremgår endvidere af kommissoriet, at det alene tilkommer det grønlandske folk at afgøre, hvorvidt Grønland ønsker selvstændighed. Arbejdet blev afsluttet i 2008.

## Afstemninger, lov og indførelse
Kommissionen lovforslag lagde grunden for en grønlandsk folkeafstemning om indførelse af selvstyre, hvor tre fjerdedele af befolkningen stemte for selvstyre. Det danske folketing stemte efterfølgende for lovsforslaget i foråret 2009. Den 12. juni 2009 underskrev Hendes Majestæt Dronningen og statsminister Lars Løkke Rasmussen "Lov om Grønlands Selvstyre", og indførelsen af selvstyre trådte i kraft på Grønlands nationaldag, den 21. juni 2009.

## Eksterne kilder
Lov om Grønlands Selvstyre, Nr. 473 af 12. juni 2009 (PDF)